# Légy jó mindhalálig (film, 1960)
A Légy jó mindhalálig 1960-ban bemutatott fekete–fehér, egész estés magyar film, amely Móricz Zsigmond azonos című regénye nyomán készült. A forgatókönyvet Darvas József írta, a filmet Ranódy László rendezte, zenéjét Szervánszky Endre szerezte, a főszerepben Tóth László látható.

## A cselekmény
Az 1890-es évek Debrecenjében járunk. A helyi kollégium eminens diákja, Nyilas Mihály pakkot kap otthonról, amit nem bont fel, hanem kötelességéhez híven a vak Pósalaky úrhoz indul, hogy felolvassa neki az újságot. Ezután a lutrin megteszi azokat a számokat is, amelyeket az öreg megálmodott. Kollégista társai mindeközben a pakk tartalmát elfogyasztják, de Misi számára csupán édesanyja levele a fontos. Ezután Misi újabb munkát kap, Doroghyék fiát tanítja. Doroghy Bellának udvarol Török úr és Misi segít a levelezésben. A lutrin kihúzzák az öreg Pósalaky úr számait, azonban Misi a reskontót elveszítette. Ezt cédulát Török úr találja meg, aki Bellát megszökteti. Panasszal él Misire Doroghy és Pósalaky is, ám a diák mindhiába próbál védekezni a rosszindulatú bizottság előtt. A végén az igazság kiderül, Misi azonban nem szeretne többé debreceni diák lenni.

## Szereplők
- Tóth László[1] (Nyilas Misi)
- Törőcsik Mari (Bella)
- Bihari József (Názó)
- Bessenyei Ferenc (igazgató)
- Bitskey Tibor (Gyéres)
- Szendrő József (Sarkadi)
- Vándor József (Szűcs Istók)
- Kovács Károly (A figyelemi bizottság elnöke)
- Greguss Zoltán (Doroghy úr)
- Psota Irén (Viola)
- Holl István (Török úr)
- Kiss Ferenc (Pósalaky úr)
- Somogyi Nusi (gazdasszony)
- Keresztessy Mária (trafikosnő)
- Horváth Teri (Misi édesanyja)
- Fónay Márta (A kollégium szakácsnője)
- Basilides Zoltán (Doroghyék háziura)
- Kozák László (nyomozó)
- Pádua Ildikó (Fanni, szobaleány)
- Beke Zoltán (Doroghy Sanyika)
- Harkányi Endre
- Sövény Zoltán
- Sanyó Sándor
- Deésy Alfréd
- Ferencz László